# Laphystia rufiventris
Laphystia rufiventris är en tvåvingeart som beskrevs av Charles Howard Curran 1931. Laphystia rufiventris ingår i släktet Laphystia och familjen rovflugor. Inga underarter finns listade i Catalogue of Life.